# Večernij Brest
Večernij Brest (in russo Вечерний Брест?) è un settimanale bilingue sociopolitico regionale, pubblicato a Brest (Bielorussia) il venerdì (diffusione 5000 nel gennaio 2021).